# Альфред Фор

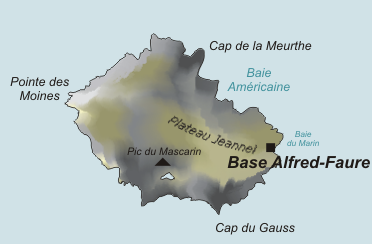
Карта острову

Альфред Фор, Порт Альфред — французька постійнодіюча науково-дослідна антарктична станція. Знаходиться на острові Іль-де-ла-Посесьйон, на архіпелазі Крозе на півдні Індійського океану.

## Дослідницька станція
З 1961 року на цьому місці діяла тимчасова наукова база, що займалася метереологічними спостереженнями.
Станція збудована у 1963 році біля підніжжя плато Рене Жаннеля на східному узбережжі острова, на висоті 143 м над рівнем моря. Залежно від сезону, у базі працює від 15 до 60 осіб. До їхньої наукової роботи входять метеорологічні, сейсмічні, біологічні та геологічні дослідження.

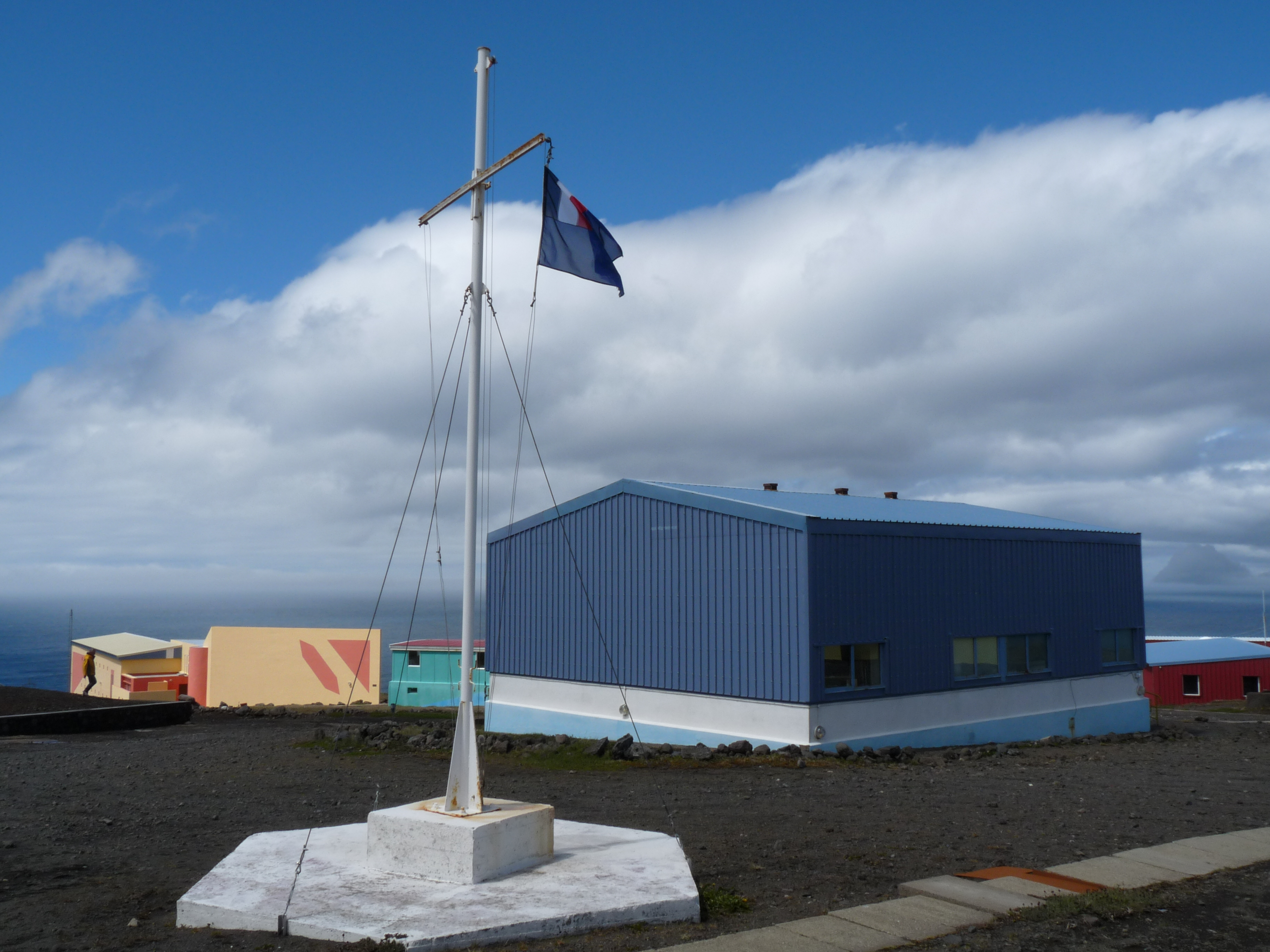
Станція Альфред Фор

22 березня 1969 року станції присвоєно ім'я Альфреда Фора, що очолював першу дослідницьку місію у складі 20 осіб в 1964 році.
Декілька разів на рік станцію відвідує океанографічне дослідницьке судно  Marion Dufresne, що постачає їжу, необхідні матеріали та змінює персонал станції. Порт знаходиться в затоці Марін на північ від станції. з 1982 році база та порт з'єднані дорогою довжиною 1,6 км. Раніше сполучення здійснювалося за допомогою канатної дороги, яка нині не експлуатується.